# Haubourdin
Haubourdin település Franciaországban, Nord megyében. Lakosainak száma 14 922 fő (2022. január 1.). Haubourdin Sequedin, Santes, Emmerin, Hallennes-lez-Haubourdin, Houplin-Ancoisne, Loos és Noyelles-lès-Seclin községekkel határos.

## Népesség
A település népességének változása:
| Lakosok száma | 14 560 | 14 804 | 15 054 | 14 936 | 14 775 | 14 725 | 14 556 | 14 757 | 14 922 |
|               | 2013   | 2015   | 2016   | 2017   | 2018   | 2019   | 2020   | 2021   | 2022   |